# Garchinger See

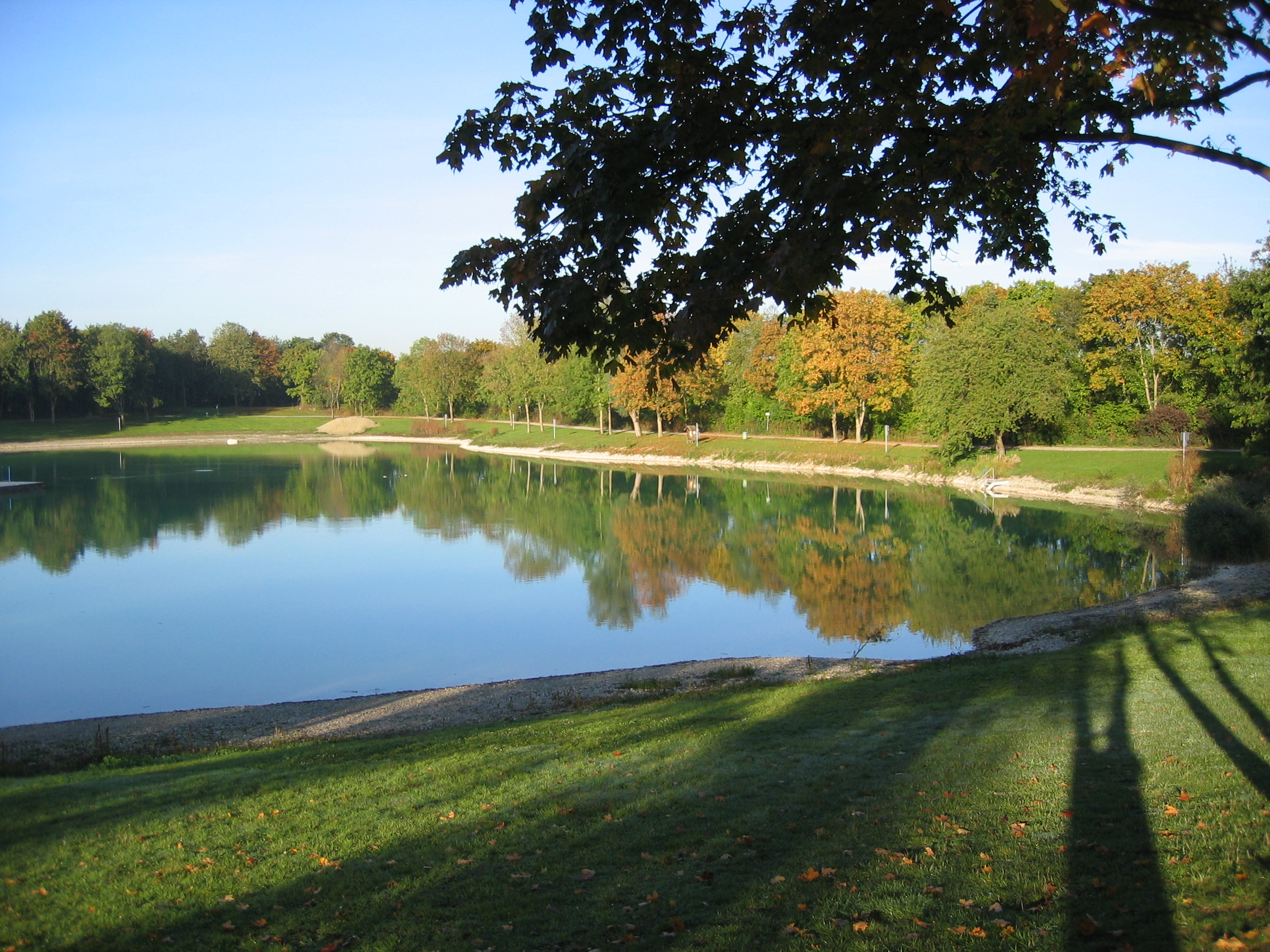
Nordufer des Garchinger Sees

Der Garchinger See ist ein grundwassergespeister Baggersee, der in den Jahren 1936 bis 1938 durch den Kiesabbau für die Autobahn in Richtung Nürnberg entstanden ist. Der See kam 1965 in den Besitz der Stadt Garching bei München und wurde in den folgenden Jahren zum Bade- und Erholungsgelände ausgebaut. Der See ist rund 390 Meter lang und 120 Meter breit und bis zu 5 Meter tief.

## Sanierung
30.000 Kubikmeter Schlamm und 70.000 Kubikmeter Kies und Sand wurden in den Jahren 2003 und 2004 im Rahmen einer Sanierung aus dem See geholt. Bei dieser Sanierung wurden auch die Grünflächen neu angelegt und das Buschwerk um den See ausgelichtet. Ein Wander- und Versorgungsweg um den See wurde ebenfalls neu angelegt.

## Freizeitmöglichkeiten
Der See wurde 2003 saniert und fungiert als Badesee. Für die Sicherheit für die Badegäste sorgt eine DLRG-Rettungsstation. Zudem gibt es am See einen Kiosk, einen Kinderspielplatz sowie zahlreiche Freizeitsportanlagen. In der Nähe des Garchinger Sees befindet sich der Garchinger Sportpark. 2021 wurde die Wasserqualität von der EU-Umweltagentur als mangelhaft bewertet.
Der Garchinger See ist von der Stadt Garching an den Fischereiverein verpachtet worden und wird von diesem gepflegt, um einen artenreichen und gesunden Fischbestand zu erhalten. Die Stadt Garching vergibt jährlich eine bestimmte Anzahl von Tageskarten zum Fischen im See an Garchinger Bürger, die nicht Vereinsmitglied sind. Voraussetzung für den Erwerb ist der Nachweis einer bestandenen Fischerprüfung.